# Burnt Creek-Riverview (Dakota del Norte)
Burnt Creek-Riverview es un territorio no organizado ubicado en el condado de Burleigh en el estado estadounidense de Dakota del Norte. En el Censo de 2010 tenía una población de 2254 habitantes y una densidad poblacional de 14,77 personas por km².

## Geografía
Burnt Creek-Riverview se encuentra ubicado en las coordenadas 46°56′49″N 100°48′11″O / 46.94694, -100.80306. Según la Oficina del Censo de los Estados Unidos, Burnt Creek-Riverview tiene una superficie total de 152.62 km², de la cual 150.25 km² corresponden a tierra firme y (1.55%) 2.37 km² es agua.

## Demografía
Según el censo de 2010, había 2254 personas residiendo en Burnt Creek-Riverview. La densidad de población era de 14,77 hab./km². De los 2254 habitantes, Burnt Creek-Riverview estaba compuesto por el 97.25% blancos, el 0.04% eran afroamericanos, el 1.33% eran amerindios, el 0.4% eran asiáticos, el 0.22% eran isleños del Pacífico, el 0.13% eran de otras razas y el 0.62% pertenecían a dos o más razas. Del total de la población el 0.27% eran hispanos o latinos de cualquier raza.